# Mistrzostwa Europy w Judo 1998
47. Mistrzostwa Europy w Judo odbywały się w 1998 roku w Oviedo (Hiszpania). Turniej drużynowy odbył się 17 i 18 października w Villach.

## Mężczyźni
| Konkurencja: | Złoto | Srebro | Brąz |
| -60kg        | Nestor Chergiani | Rusłan Mirzalijew | Óscar Peñas Raszad Mamedow |
| -66kg        | Larbi Benboudaoud | Isłam Macyjew | Patrick van Kalken Giorgi Rewaziszwili |
| -73kg        | Giuseppe Maddaloni | Andrei Golban | Illa Czymczyuri Rafał Kozielewski |
| -81kg        | Bertalan Hajtós | Mehman Əzizov | Dirk Radszat Iraklı Uznadze |
| -90kg        | Mark Huizinga | Marko Spittka | Vincenzo Carabetta Dmitrij Morozow |
| -100kg       | Daniel Gürschner | Radu Ivan | Jurij Stiopkin Ben Sonnemans |
| +100kg       | Tamierłan Tmienow | Rafał Kubacki | Selim Tataroğlu Imre Csősz |
| +            | Selim Tataroğlu | Harry Van Barneveld | Dennis van der Geest Indrek Pertelson |
| Drużynowo    | Holandia · Martijn van Oostrum · Patrick van Kalken · Koen van Nol · Maarten Arens · Mark Huizinga · Ben Sonnemans · Dennis van der Geest | Hiszpania · Óscar Peñas · Kiyoshi Uematsu · Ignacio Salvador · Sergio Doménech · Fernando González · Antonio Romero · Ernesto Perez | Niemcy · Oliver Spengler · Christian Konz · Steffen Frisch · Dirk Radszat · Sven Helbing · Daniel Guerschner · Volker Heyer · (Oliver Gussenberg, Martin Grasmueck, Patrick Nebhuth) · Włochy · Giovanni Carella · Girolamo Giovinazzo · Giuseppe Maddaloni · Francesco Lepre · Michele Monti · Leonardo Pascucci · Denis Braidotti · (Andrea Falso, Felice Romano) |

## Kobiety
| Konkurencja: | Złoto | Srebro | Brąz |
| -48kg        | Sarah Nichilo-Rosso | Tatjana Kuwszynowa | Yolanda Soler Jolanta Wojnarowicz |
| -52kg        | Raffaella Imbriani | Georgina Singleton | Marie-Claire Restoux Isabelle Schmutz |
| -57kg        | Isabel Fernández | Deborah Allan | Deborah Gravenstijn Magali Baton |
| -63kg        | Gella Vandecaveye | Sara Álvarez | Radka Štusáková Nancy van Stokkum |
| -70kg        | Ulla Werbrouck | Karin Kienhuis | Kate Howey Ylenia Scapin |
| -78kg        | Esther San Miguel | Céline Lebrun | Uta Kühnen Chloe Cowen |
| +78kg        | Karina Bryant | Raquel Barrientos | Sandra Köppen Christine Cicot |
| +            | Francoise Harteveld | Beata Maksymow | Irina Rodina Katja Gerber |
| Drużynowo    | Francja · Frédérique Jossinet · Sarah Nichilo-Rosso · Karine Petit · Amina Abdellatif · Karine Rambault · Céline Lebrun · Gaëlle Potel · (Sylvie Meloux, Soïzic Pallancher, Fanny Riaboff · Christélle Faure, Isabelle Beauruelle, Fatima Suleymanoglu, Linda Marguerite) | Niemcy · Birte Siemens · Alexa von Schwichow · Karoline Kubatzki · Anja von Rekowski · Yvonne Wansart · Uta Kühnen · Sandra Köppen · (Katarina Walta, Silke Gerdes, Johanna Hagn) | Włochy · Giuseppina Macri · Antonia Cuomo · Cinzia Cavazzuti · Jenny Gal · Ylenia Scapin · Lucia Morico · Clementina Papa · (Giorgina Zanette, Paola Postiglioni, Maddalena Sorrentino) · Hiszpania · Yolanda Soler · Miren León · Isabel Fernández · Sara Álvarez · Leire Iglesias · Esther San Miguel · Raquel Barrientos |

## Klasyfikacja medalowa
| Miejsce | Państwo         | Złoto | Srebro | Brąz | Razem |
| ------- | --------------- | ----- | ------ | ---- | ----- |
| 1       | Holandia        | 3     | 1      | 5    | 9     |
| 2       | Francja         | 3     | 1      | 4    | 8     |
| 3       | Hiszpania       | 2     | 3      | 3    | 8     |
| 4       | Niemcy          | 2     | 2      | 5    | 9     |
| 5       | Belgia          | 2     | 1      | 0    | 3     |
| 6       | Rosja           | 1     | 2      | 3    | 6     |
| 7       | Wielka Brytania | 1     | 2      | 2    | 5     |
| 8       | Włochy          | 1     | 0      | 3    | 4     |
| 9       | Turcja          | 1     | 0      | 2    | 3     |
| 10      | Gruzja          | 1     | 0      | 1    | 2     |
| –       | Węgry           | 1     | 0      | 1    | 2     |
| 12      | Polska          | 0     | 2      | 2    | 4     |
| 13      | Ukraina         | 0     | 1      | 1    | 2     |
| 14      | Azerbejdżan     | 0     | 1      | 0    | 1     |
| –       | Mołdawia        | 0     | 1      | 0    | 1     |
| –       | Rumunia         | 0     | 1      | 0    | 1     |
| 17      | Białoruś        | 0     | 0      | 1    | 1     |
| –       | Estonia         | 0     | 0      | 1    | 1     |
| –       | Czechy          | 0     | 0      | 1    | 1     |
| –       | Szwajcaria      | 0     | 0      | 1    | 1     |